# 北川拓実
北川 拓実（きたがわ たくみ、2004年〈平成16年〉2月28日 - ）は、日本の歌手、俳優、タレント。ジュニア内男性アイドルグループ・少年忍者のメンバー 。
埼玉県出身。STARTO ENTERTAINMENT所属。

## 来歴
2016年4月9日にジャニーズ事務所に入所。少年忍者のメンバーとして活動する。
2021年2月、舞台『火の顔』で初主演を務める。

## 人物
特技は歌、芝居、大食い。趣味は駄菓子屋巡り。
岩﨑大昇と京本大我に憧れており、京本には楽屋ののれんも作ってもらった。

## 出演

### テレビドラマ
- 文豪少年!〜ジャニーズJr.で名作を読み解いた〜 第8話（2021年5月9日、WOWOW） - 主演・真鍋 役[5][6]
- ただ離婚してないだけ（2021年7月8日 - 9月30日、テレビ東京） - 夏川創甫 役[7]
- テレビ熊本ドキュメンタリードラマ 郷土の偉人シリーズ第32作『夏目漱石〜吾輩が愛した肥後の国より〜』（2025年1月19日、テレビ熊本）[8]

### バラエティー番組
- 痛快TV スカッとジャパン 第244回 スポーツ大逆転スカッと「補欠の俺に訪れた大逆転のチャンス」（2021年7月5日、フジテレビ）[9]

### 舞台
- JOHNNYS' YOU&ME IsLAND（2017年9月6日 - 30日、帝国劇場）[10]
- 火の顔（2021年3月25日 - 29日、吉祥寺シアター） - 主演・クルト 役[3][11]
- ドン・カルロス（2021年11月17日 - 23日、紀伊國屋ホール / 11月26日 - 28日、京都劇場） - 主演・ドン・カルロス 役[12][13]
- Shakespeare's R&J〜 R&J / シェイクスピアのロミオとジュリエット〜（2023年6月2日 - 18日、東京芸術劇場シアターウエスト / 6月24日 - 25日、穂の国とよはし芸術劇場PLAT） - 学生1・ロミオ 役[14][15]
- MUSICAL SHOW『「日劇前で逢いましょう」〜昭和みたいな恋をしよう〜』（2023年10月27日 - 29日、COOL JAPAN PARK OSAKA TTホール / 11月2日 - 12日、サンシャイン劇場） - 主演・タク 役[16][17]
- 『GOOD』-善き人-（2024年4月6日 - 21日、世田谷パブリックシアター / 4月27日・28日、兵庫県立芸術文化センター 阪急中ホール） - 事務官 / 伝令 / ボック 役[18][19]
- 君のクイズ（2025年4月3日 - 20日、IMM THEATER / 4月25日 - 27日、COOL JAPAN PARK OSAKA TTホール） - 主演・三島玲央 役（小田将聖とW主演）[20]
- チョコレート・アンダーグラウンド（2025年6月5日 - 15日、よみうり大手町ホール / 6月21日、森ノ宮ピロティホール / 6月28日・29日、富山県民会館 ホール） - 主演・スマッジャー 役[21][22]

### イベント
- 駆アガル！〜あべこべ男子に憧れて〜（2025年3月22日・23日、ぴあアリーナMM）[23][24]